# Чемпіонат Європи з боксу 2011
XXXIX Чемпіонат Європи з боксу (чоловіків) відбувся 17 — 24 червня 2011 року в місті Анкара в Туреччині.
Попервах місцем проведення чемпіонату була обрана столиця Болгарії Софія, але у березні 2011 року рішенням Міжнародної асоціації аматорського боксу змагання було перенесено в Туреччину.
Спортивний арбітражний суд у червні 2011 року, розглянувши скаргу Болгарської федерації боксу, визнав, що Болгарія незаконно була позбавлена права проведення чемпіонату. Тим не менше, чемпіонат відбувся в Анкарі.
Україну представляли: Денис Козарук, Георгій Чигаєв, Павло Іщенко, Володимир Матвійчук, Олександр Ключко, Денис Лазарєв, Дмитро Митрофанов, Дмитро Булгаков, Денис Пояцика, Олександр Тріфонов.

## Медалісти
| Категорія:                         | Золото:         | Срібло:            | Бронза:                                    |
| Перша найлегша вага (до 48 кг)     | Салман Алізаде  | Белик Галанов      | Георгій Андонов Чарлі Едвардс              |
| Найлегша вага (до 52 кг)           | Ендрю Селбі     | Георгій Балакшин   | Олександр Ришкан Вінченцо Пікарді          |
| Легша вага (до 56 кг)              | В'ячеслав Гожан | Дмитро Полянський  | Разван Андреяна Фуркан Улаш Меміш          |
| Легка вага (до 60 кг)              | Фатіх Келеш     | Доменіко Валентіно | Владимир Саруханян Володимир Матвійчук     |
| Перша напівсередня вага (до 64 кг) | Рей Мойлет      | Том Сталкер        | Вінченцо Манджакапре Гайбатулла Гаджиалієв |
| Напівсередня вага (до 69 кг)       | Фред Еванс      | Магомед Нурудінов  | Адріані Вастін Заал Квачатадзе             |
| Середня вага (до 75 кг)            | Максим Коптяков | Адем Кіліччі       | Джаба Хосіташвілі Дмитро Митрофанов        |
| Напівважка вага (до 81 кг)         | Джо Ворд        | Микита Іванов      | Імре Селло Хрвоє Сеп                       |
| Важка вага (до 91 кг)              | Теймур Маммадов | Тервел Пулєв       | Бахрам Музаффер Йоганн Вітт                |
| Надважка вага (вище 91 кг)         | Магомед Омаров  | Роберто Каммарелле | Міхеіл Бахтидзе Міхай Ністор               |

## Медальний залік
| Медальний залік |             |        |        |        |       |
| Місце           | Держава     | Золото | Срібло | Бронза | Разом |
| 1               | Росія       | 2      | 4      | 0      | 6     |
| 2               | Азербайджан | 2      | 0      | 1      | 3     |
| 3               | Ірландія    | 2      | 0      | 0      | 2     |
| 3               | Уельс       | 2      | 0      | 0      | 2     |
| 5               | Туреччина   | 1      | 1      | 2      | 4     |
| 6               | Молдова     | 1      | 0      | 1      | 2     |
| 7               | Італія      | 0      | 2      | 2      | 4     |
| 8               | Англія      | 0      | 1      | 1      | 2     |
| 8               | Болгарія    | 0      | 1      | 1      | 2     |
| 10              | Білорусь    | 0      | 1      | 0      | 1     |
| 11              | Грузія      | 0      | 0      | 3      | 3     |
| 12              | Румунія     | 0      | 0      | 2      | 2     |
| 12              | Україна     | 0      | 0      | 2      | 2     |
| 14              | Вірменія    | 0      | 0      | 1      | 1     |
| 14              | Німеччина   | 0      | 0      | 1      | 1     |
| 14              | Угорщина    | 0      | 0      | 1      | 1     |
| 14              | Франція     | 0      | 0      | 1      | 1     |
| 14              | Хорватія    | 0      | 0      | 1      | 1     |
| Разом           | 18 держав   | 10     | 10     | 20     | 40    |